# Condado de Lewis (Tennessee)
O Condado de Lewis é um dos 95 condados do Estado americano do Tennessee. A sede do condado é Hohenwald, e sua maior cidade é Hohenwald. O condado possui uma área de 732 km² (dos quais 1 km² estão cobertos por água), uma população de 11 367 habitantes, e uma densidade populacional de 16 hab/km² (segundo o censo nacional de 2000). O condado foi fundado em 1843.